# Roboto
Die Roboto ist eine Schriftart aus der Gruppe der serifenlosen Linear-Antiqua mit klassizistischem Charakter oder Grotesk. Sie wird ab der Version 4.0 des Betriebssystems Android als dessen Standard-Schriftart verwendet und hat dadurch hohe Verbreitung erfahren.

## Geschichte
Während für die Versionen von Android bis 4.0 die Schriftart Droid verwendet wurde, kam in Version 4.0 erstmals Roboto zum Einsatz. Sie war 2011 von Christian Robertson entworfen worden, der bei Google als Schnittstellendesigner arbeitete. Am 12. Januar 2012 wurde die Schriftart über die „Android Design“-Website unter der Apache-Lizenz veröffentlicht. Am 25. Juni 2014 veröffentlichte Google mit dem in Android 5.0 eingeführten Material-Design eine ausgiebig überarbeitete Version der Roboto. Google Developers beschreibt die Schriftfamilie als eine „sich kontinuierlich entwickelnde“ und geht mit dem Update auf die teils heftige Kritik aus der Schriftgestalter-Szene an der mangelnden Kohärenz in der Ästhetik der Schriftart ein.

## Einsatz
Anfangs war lediglich Android Verwendungsort für die Schriftart. Seit Mai 2013 dient sie auch als Hausschrift für Google Play und Google Maps.

## Schriftschnitte
Die Roboto zeichnet sich durch eine große Vielfalt verschiedener Schnitte aus. Google bietet extraleichte, leichte, normale, halbfette, fette und extrafette Variationen an sowie ihre jeweiligen Kursive und schmalen Schnitte. Unter dem Namen „Roboto Slab“ wird auch eine Roboto mit verstärkten Serifen angeboten (eine sogenannte Egyptienne).

## Rezeption
Stephen Coles von Typographica nannte die erste Version der Schriftart einen „unhandlichen Mischmasch“ zwischen Helvetica, Myriad, Univers, FF DIN und Ronnia. Joshua Topolsky von The Verge hingegen bezeichnete sie als „sauber und modern, aber nicht übermäßig futuristisch“ und gab an, sie sei „keine Science-Fiction-Schrift“.